# Musée Escale Haut-Rhône
Le musée Escale Haut-Rhône est un ancien musée situé à Brégnier-Cordon  dans l'Ain.
Situé à la confluence des trois départements de l’Ain, l’Isère et de la Savoie, dans le «V» que forme le Rhône le Musée Escale Haut-Rhône est un lieu  ressources sur le fleuve et les hommes qui vivent autour de lui. Avec un équipement très moderne, le site offre sur 700 m2 un vaste espace d’expositions permanentes et temporaires pour découvrir les différentes facettes du fleuve et l’héritage patrimonial local. Il est consacré au Rhône (le fleuve), dans tous ses aspects : histoire, flore, faune et les activités humaines induites par le fleuve en particulier la navigation.
Géré par la Communauté de communes Bugey Sud, le musée a ouvert ses portes le 16 juin 2007. Il a définitivement fermé ses portes en 2016.

## Présentation

### Exposition permanente: leRhône, sa vie, ses hommes
À l’étage du musée l’exposition permanente mettait en exergue les hommes et leurs relations au fleuve actuelles et passées au travers de photos, panneaux ou encore maquettes.
Si le musée présentait le Rhône d’hier et d’aujourd’hui, il s’interrogeait aussi sur le Rhône de demain. Soulever et questionner les enjeux contemporains du Rhône à partir des recherches historiques et scientifiques constituait l’approche développée dans les expositions et événements d’Escale Haut-Rhône.
La vallée du Rhône donne une ouverture sur la Méditerranée, ce qui explique son importance dans l'histoire des communications. Il est à remarquer qu'à toutes les embouchures de cours d'eau, il y avait un port plus ou moins important à partir desquels partaient des voies de terre afin d'accéder aux régions plus lointaines. On peut dire que la première route, la plus ancienne a été le fleuve : "le chemin qui marche", et que cette voie durera aussi longtemps que l'homme.
Si les risques associés paraissent minimes par rapport à ceux du milieu marin, la descente des cours d’eau présente quelques difficultés et n’est pas sans danger. Il en est de même pour la navigation sur les grands lacs comme en témoignent notamment les violentes tempêtes pouvant se lever sur le lac du Bourget, sur le Léman ou bien sur le lac de Garde (Virgile, Georgiques, II, 159-164). Ainsi, qu’il s’agisse de transports de passagers ou de marchandises, avant de s’aventurer sur le lac ou sur le Rhône, il est probable que les bateliers se plaçaient sous la protection de la divinité protectrice des ondes où ils évoluaient, ou sous celle de la divinité tutélaire de leurs activités. Dès lors, les acteurs du commerce lacustre et fluvial devaient être soumis à des rites de recommandation à leur départ et de remerciement à leur arrivée (Izarra, 1993, p. 232-235).

### Les «logettes»
Au rez-de-chaussée, trois espaces muséographiques indépendants : la logette consacrée au bac à traille  Bourgey ; le cabinet de curiosité Lamartine ; et la salle des fleuves du monde complétaient r la visite.

### Un espace consacré aux expositions temporaires
Au rez-de-chaussée un espace de 80 m2 était réservé aux expositions temporaires.

## Collections
Au sein du musée, deux grands espaces de réserves permettaient la conservation et l’étude de plusieurs milliers d’objets de différentes natures et de différentes époques. Avec ses réserves fonctionnelles, le Musée Escale Haut-Rhône était un outil efficace dans le plan de conservation et de mise en valeur du patrimoine fluvial, ethnologique, historique ou archéologique du territoire de la  Communauté de communes Bugey Sud.

### Fonds Lamartine
Ce fonds est constitué du cabinet d’histoire naturelle et de minéralogie du Lycée Lamartine de Belley, autrefois Petit Séminaire de Belley. Il a été sauvegardé et donné au musée. Il comprend notamment des animaux empaillés, des fossiles et des herbiers.
Une salle du musée exposait la collection de l'ancien muséum scolaire du lycée Lamartine de Belley notamment des fossiles et des animaux empaillés.

### Fonds Tournier
Dépôt du diocèse de Belley-Ars, ce fonds comprend des objets préhistoriques (silex, os, objets géologiques...) issus de nombreuses fouilles archéologiques menées sur des sites bordant le Rhône par le prêtre Joseph Tournier.

### Fonds Guy Aïn
Ce fonds est constitué d’objets ethnologiques liés au travail de l’argile (tuileries le long du Rhône) et à la vie quotidienne au bord du fleuve.

### Fonds Pierre Bouttaz
Pierre Bouttaz, pêcheur et collectionneur, a rassemblé tout au long de sa vie du matériel de pêche de toutes sortes (fluviale, lacustre et maritime) constituant ainsi l’une des plus importantes collections de France.

### Objets usuels, photographies, cartes postales...
Les collections du musée comprennent également de nombreux objets sous forme de dons ou de dépôts de particuliers et habitants du territoire : objets liés à la batellerie, à la pêche, objets archéologiques, objets liés au commerce et à l’industrie du haut Rhône.

### La pirogue monoxyle
En juin 2011, la pirogue monoxyle découverte en 1862 était intégrée aux collections du musée. Découvertes dans les alluvions près du pont de Cordon, elle avait ensuite été conservée au parc de la Tête d'Or à Lyon.